# Semi-Pro
Semi-Pro is een Amerikaanse filmkomedie uit 2008 onder regie van Kent Alterman met Will Ferrell en Woody Harrelson in de hoofdrollen.

## Verhaal
Voormalig popsensatie Jackie Moon, die ooit een hit scoorde met het nummer "Love Me Sexy", heeft al zijn geld in een basketbal team gestoken waar hij zowel de coach als sterspeler van is. Zijn team, Flint Michigan Tropics, zijn echter het slechtste team in de competitie. Wanneer de divisie van de Tropics zich gaat fuseren met de NBA ziet het ernaar uit dat de Tropics worden opgeheven. Jackie is nu gedwongen om de hulp in te roepen van voormalig basketbal legende "Monix".

## Rolverdeling
| Acteur             | Personage          |
| ------------------ | ------------------ |
| Will Ferrell       | Jackie Moon        |
| Woody Harrelson    | Monix              |
| André Benjamin     | Clarence           |
| Maury Tierney      | Lynn               |
| Andrew Daly        | Dick Pepperfield   |
| Will Arnett        | Lou Redwood        |
| Andy Richter       | Bobby Dee          |
| David Koechner     | Commissioner       |
| Rob Corddry        | Kyle               |
| Matt Walsh         | Father Pat the Ref |
| Jackie Earle Haley | Dukes              |
| DeRay Davis        | Bee Bee Ellis      |
| Josh Braaten       | Twiggy Munson      |

## Prijzen en nominaties
Prijzen
- De ESPY Award voor Beste Sport Film

Nominaties
- 2 Golden Trailer Awards
  - Best Comedy Poster
  - Most Original (Teaser)
- 2 Teen Choice Awards
  - Choice Movie Actor: Comedy (Will Ferrel)
  - Choice Movie: Comedy